# Хендрик-Фервурд
Хендрик-Фервурд — водохранилище на реке Оранжевой в ЮАР. Северная часть расположена в провинции Фри-Стейт, а южная в Восточно-Капской провинции. Площадь водохранилища — 370 км².
Плотина была построена в 1971 году французской строительной компанией Vinci, её высота — 88 м, а длина — 914 м. На строительство было израсходовано около 1730 тысяч м³ бетона.
Гидроэлектрическая мощность станции характеризуется наличием четырех 90 МВт генераторов, что дает максимальную мощность 360 МВт электроэнергии при расходе воды 800 м³/с.
Хендрик-Фервурд является крупнейшим водохранилищем в Южной Африке.